# ونگودی
ونگودی (به انگلیسی: Vangudi) یک روستا در هند است که در Ariyalur district واقع شده‌است.

## خصوصیات
ونگودی ۴٬۷۹۵ نفر جمعیت دارد.